# HC Midtjylland
HC Midtjylland är en dansk handbollsklubb från Herning, som säsongen 2010/2011 debuterade i Herrehåndboldligaen. Laget spelar sina hemmamatcher i Klink & Jensen Arena, Sportscenter Herning. Herrlagets främsta merit är att man blev Danska cupmästare 2015. I april 2018 gick klubben i konkurs men återuppstod redan till starten av säsongen 2018/2019, dock i 2. division.